# Федерација немачког истока
Федерација немачког истока је била анти-пољска немачка нацистичка организација основана 26. маја 1933. године. Организацију је подржала Нацистичка партија. ФНИ је била националсоцијалистичка верзија Немачког друштва источних маршева, које су нацисти затворили 1934. године. Прогласила је идеју „немачког истока“, иредентистичког концепта који је покушао да негира само постојање Пољске и право пољског народа да тамо живи.
Рајхслајтер Федерације немачког истока између 1933. и 1937. био је Теодор Оберлендер. У мају 1933, када је Пасау основао своје удружење, школски надзорник Вилхелм Лајдл постао је његов вођа.